# 西研
西 研（にし けん、1957年 - ）は、日本の哲学者。東京医科大学教授。専攻は社会哲学、特にヘーゲル、ハーバーマス。その後、フッサールなど現象学分野にも関心を向けており、それに関連した著書もある（『哲学的思考』）。竹田青嗣との共著が多い。著書に『ヘーゲル・大人のなりかた』(1995年)、『哲学的再考』(2001年)、『社会学にできること』(共著　2009年)など。
また教育出版の小学6年生の教科書に書き下ろし作品（ぼくの世界、きみの世界）がある。

## 経歴
鹿児島県出身。ラ・サール中学校・高等学校を経て、1982年、東京大学教養学部教養学科相関社会科学専攻卒業、1986年、同大学院総合文化研究科修士課程修了。
駿台予備学校論文科講師、和光大学講師、京都精華大学人文学部助教授、和光大学現代人間学部 現代社会学科教授を経て、東京医科大学教授。

## 著書
- 『実存からの冒険』 毎日新聞社 1989年 / ちくま学芸文庫、1995年
- 『ヘーゲル 大人のなりかた』 日本放送出版協会「NHKブックス」、1995年
- 『哲学のモノサシ』日本放送出版協会、1996年。川村易 絵
- 『自分と世界をつなぐ哲学の練習問題』日本放送出版協会、1998年。川村易 絵 / 「哲学の練習問題」河出文庫 2012年
- 『哲学的思考　フッサール現象学の核心』 筑摩書房、2001年 / ちくま学芸文庫 2005年
- 『大人のための哲学授業 「世界と自分」をもっと深く知るために』 大和書房、2002年 / 「集中講義これが哲学! いまを生き抜く思考のレッスン」河出文庫 2010年
- 『ニーチェ ツァラトゥストラ = Nietzche Also sprach Zarathustra 「100分de名著」ブックス』NHK出版 2012年
- 『哲学は対話する プラトン、フッサールの〈共通了解をつくる方法〉』筑摩選書 2019年
- 『NHK出版 学びのきほん しあわせの哲学』NHK出版 2021年
- 『カント 純粋理性批判「100分de名著」ブックス』NHK出版 2023年

### 共編著
- （森下育彦）『「考える」ための小論文』 ちくま新書 1997年
- （竹田青嗣共編）『はじめての哲学史 強く深く考えるために』 有斐閣アルマ 1998年
- （竹田青嗣対談）『哲学の味わい方』 現代書館、1999年
- （佐藤幹夫）『哲学は何の役に立つのか』 洋泉社新書、2004年
- （藤野美奈子）『不美人論』 径書房、2004年
- （竹田青嗣）『よみがえれ、哲学』 NHKブックス・日本放送出版協会、2004年
- （苅谷剛彦）『考えあう技術 教育と社会を哲学する』 ちくま新書、2005年
- （竹田青嗣）『完全解読　ヘーゲル「精神現象学」』 講談社選書メチエ 2007年
- 菅野仁『社会学にできること』共著　ちくまプリマー新書 2009年
- 竹田青嗣『超解読!はじめてのヘーゲル『精神現象学』』 講談社現代新書 2010年
- 竹田青嗣・本郷和人『歴史と哲学の対話』 講談社　2013年
- 田原総一朗『憂鬱になったら、哲学の出番だ！』幻冬舎 2014年